# UCI Oceania Tour 2009
Die UCI Oceania Tour ist der vom Weltradsportverband UCI zur Saison 2005 eingeführte ozeanische Straßenradsport-Kalender unterhalb der UCI ProTour. Die fünfte Saison beginnt am 1. Oktober 2008 und endet am 30. September 2009.
Die Eintagesrennen und Etappenrennen der UCI Oceania Tour sind in drei Kategorien (HC, 1 und 2) eingeteilt.

## Gesamtstand
(Endstand: 30. September 2009)
| Platz | Fahrer             |            | Punkte |
| ----- | ------------------ | ---------- | ------ |
| 1.    | Peter McDonald     | Australien | 163    |
| 2.    | Gordon McCauley    | Neuseeland | 112,33 |
| 3.    | Tommy Nankervis    | Australien | 100    |
| 4.    | Daniel Braunsteins | Australien | 70     |
| 5.    | Jeremy Yates       | Neuseeland | 64,66  |
| 6.    | Hayden Roulston    | Neuseeland | 60     |
| 7.    | Jeremy Vennell     | Neuseeland | 51     |
| 8.    | Chris Jongewaard   | Australien | 51     |
| 9.    | Joseph Cooper      | Neuseeland | 45,33  |
| 10.   | Ben Day            | Australien | 43     |

| Platz | Team                     |                        | Punkte |
| ----- | ------------------------ | ---------------------- | ------ |
| 1.    | Drapac Porsche           | Australien             | 262    |
| 2.    | Subway-Avanti            | Neuseeland             | 226,98 |
| 3.    | Cinelli-Down Under       | Australien             | 147    |
| 4.    | Cervélo TestTeam         | Schweiz                | 101    |
| 5.    | Praties                  | Australien             | 90     |
| 6.    | Savings & Loans          | Australien             | 76     |
| 7.    | Team Budget Forklifts    | Australien             | 70,32  |
| 8.    | Letua Cycling Team       | Malaysia               | 64,66  |
| 9.    | Bissell Pro Cycling Team | Vereinigte Staaten     | 61     |
| 10.   | Barloworld               | Vereinigtes Konigreich | 51     |

| Platz | Nation     | Punkte |
| ----- | ---------- | ------ |
| 1.    | Australien | 1259   |
| 2.    | Neuseeland | 592,63 |

| Platz | Nation (U23) | Punkte |
| ----- | ------------ | ------ |
| 1.    | Australien   | 639,66 |
| 2.    | Neuseeland   | 117,65 |

## Rennkalender

### Oktober 2008
| Datum   | Rennen                                   | Kat. | Sieger           | Team                   |
| ------- | ---------------------------------------- | ---- | ---------------- | ---------------------- |
| 12.–18. | Herald Sun Tour                          | 2.1  | Stuart O’Grady   | Team CSC-Saxo Bank     |
| 25.     | Melbourne to Warrnambool Cycling Classic | 1.2  | Zakkari Dempster | Southaustralia.com-AIS |

### November 2008
| Datum | Rennen            | Kat. | Sieger          | Team                     |
| ----- | ----------------- | ---- | --------------- | ------------------------ |
| 3.–8. | Tour of Southland | 2.2  | Hayden Roulston | The Southland Times-Trek |

### Januar
| Datum   | Rennen             | Kat. | Sieger         | Team           |
| ------- | ------------------ | ---- | -------------- | -------------- |
| 21.–25. | Tour of Wellington | 2.2  | Peter McDonald | Drapac Porsche |

### Februar
| Datum | Rennen                                         | Kat. | Sieger             | Team       |
| ----- | ---------------------------------------------- | ---- | ------------------ | ---------- |
| 12.   | Ozeanienmeisterschaft – Einzelzeitfahren       | CC   | Chris Jongewaard   | Australien |
| 12.   | Ozeanienmeisterschaft – Einzelzeitfahren (U23) | CC   | Jack Anderson      | Australien |
| 15.   | Ozeanienmeisterschaft – Straßenrennen          | CC   | Tommy Nankervis    | Australien |
| 15.   | Ozeanienmeisterschaft – Straßenrennen (U23)    | CC   | Daniel Braunsteins | Australien |